# Измаил (линеен крайцер, 1915)
Измаил (на руски: Измаил) е недостроен линеен крайцер на руския императорски флот. Главен кораб на едноименната серия линейни крайцери.

## История на кораба
Поръчан е според „Програмата за спешно усилване на Балтийския флот 1912 – 1916 г.“, утвърдена от ДД на 6 юни 1912 г. съвместно със „Законопроекта за военноморския флот“, предвиждащ да има към 1930 г. две действащи и една резервна ескадри в състава на БФ.
Заложен е на 6 декември 1912 г. в Балтийския завод в Санкт Петербург. Старши строител на кораба е И. И. Бобров. Строежът започва на 1 април 1913 г. Спуснат на вода на 9 юни 1915 г. Поради неблагоприятната икономическа ситуация построяването на крайцера е затруднена, макар и да се смята за първостепенна задача за завода. Към края на 1916 г. за „Измаил“ е произведена почти цялата бордова корабна броня (вътрешното хоризонтално и отражателното брониране е поставено още на стапела), освен това, има осем постъпили от Англия 356-мм оръдия, 2/3 от турбините и котлите също са готови.
След Февруарската революция построяването на линейния крайцер се забавя на стадий готовност 65%, а след Октомврийската революция е напълно прекратен, като корпусът на кораба е даден за дълговременно съхранение в пристанището. След края на Гражданската война са разгледани няколко проекта за дострояване на съда, в т. ч. с преоборудването му в самолетоносач, обаче през есента на 1930 г. е взето решението за разкомплектоването на кораба поради липса на средства. В периода 1931 – 1932 г. „Измаил“ е разглобен от тръста „Металолом“.
Оръдията, предназначени за „Измаил“, са поставени на железопътни транспортьори. Едно оръдие остава на Ржевския морски изпитателен полигон. Те вземат участие във Великата Отечествена война.